# سكوت فيرغسون
سكوت فيرغسون هو لاعب هوكي الجليد كندي، ولد في 6 يناير 1973 في كامروز في كندا.

## وصلات خارجية
- سكوت فيرغسون على موقع دوري الهوكي الوطني (الإنجليزية)
- سكوت فيرغسون على موقع قاعة مشاهير الهوكي (لاعب أن.إتش.أل) (الإنجليزية)
- سكوت فيرغسون على موقع EliteProspects.com (الإنجليزية)
- سكوت فيرغسون على موقع Eurohockey.com (الإنجليزية)
- سكوت فيرغسون على موقع HockeyDB.com (الإنجليزية)
- سكوت فيرغسون على موقع Hockey-Reference.com (الإنجليزية)